# Chustská městská komunita
Chustská městská komunita (ukrajinsky Хустська міська громада)  je územní komunita v okresu Chust, v Zakarpatské oblasti na západě Ukrajiny. Ustanovena byla dne 12. června 2020. Administrativní centrum této územní komunity je v Chustu. V této územní komunitě je město Chust a tyto obce:
- Boronjava (Боронява)

- Vertel (Вертеп)
- Danilovo (Данилово)
- Iza (Іза)
- Zarične (Зарічне)
- Čertiž (Чертіж)
- Karpovtlaš (Карповтлаш)
- Krajnykovo (Крайниково)
- Košelovo (Кошельово)
- Kopašnovo (Копашново)
- Kryvyj (Кривий)
- Krajnje (Крайнє)
- Kryva (Крива)
- Kireši (Кіреші)
- Zalom (Залом)
- Lypča (Липча)
- Lypovec (Липовець)
- Lunka (Лунка)
- Osava (Осава)
- Oleksandrivka (Олександрівка), česky Šandrovo
- Nankovo (Нанково)
- Nyžne Selyšče (Нижнє Селище)
- Rokosovo (Рокосово)
- Sokyrnycja (Сокирниця), česky Sekernice
- Steblivka (Стеблівка)
- Poljana (Поляна)
- Chustec (Хустець)

Tato územní komunita má rozlohu 402,3 km². V roce 2020 v ní žilo 80 858 obyvatel.